# Shanxi Huaihai Machinery Works
Shanxi Huaihai Machinery Works war ein Hersteller von Motoren und Automobilen aus der Volksrepublik China.

## Unternehmensgeschichte
Das Unternehmen wurde 1938 als State Factory 342 in Changzhi gegründet. In den 1990er Jahren begann die Produktion von Motoren, die an Automobilhersteller wie Anhui Anqing Auto Works verkauft wurden. Zwischen 1995 und 1997 entstanden auch Automobile. Der Markenname lautete Shenjian. Es bestand keine Verbindung zu Jiangbei Machinery Works, die ebenfalls Autos der Marke Shenjian verkauften.

## Fahrzeuge
Das einzige Modell SHH 5010 X war eine viertürige Limousine mit Stufenheck. 1997 erhielt das Design des Fahrzeugs den Shanxi Science Progress Award. 1995 entstanden neun Fahrzeuge und 1997 drei. Die Produktionszahl für 1996 ist nicht überliefert.